# Dolina Kobylańska

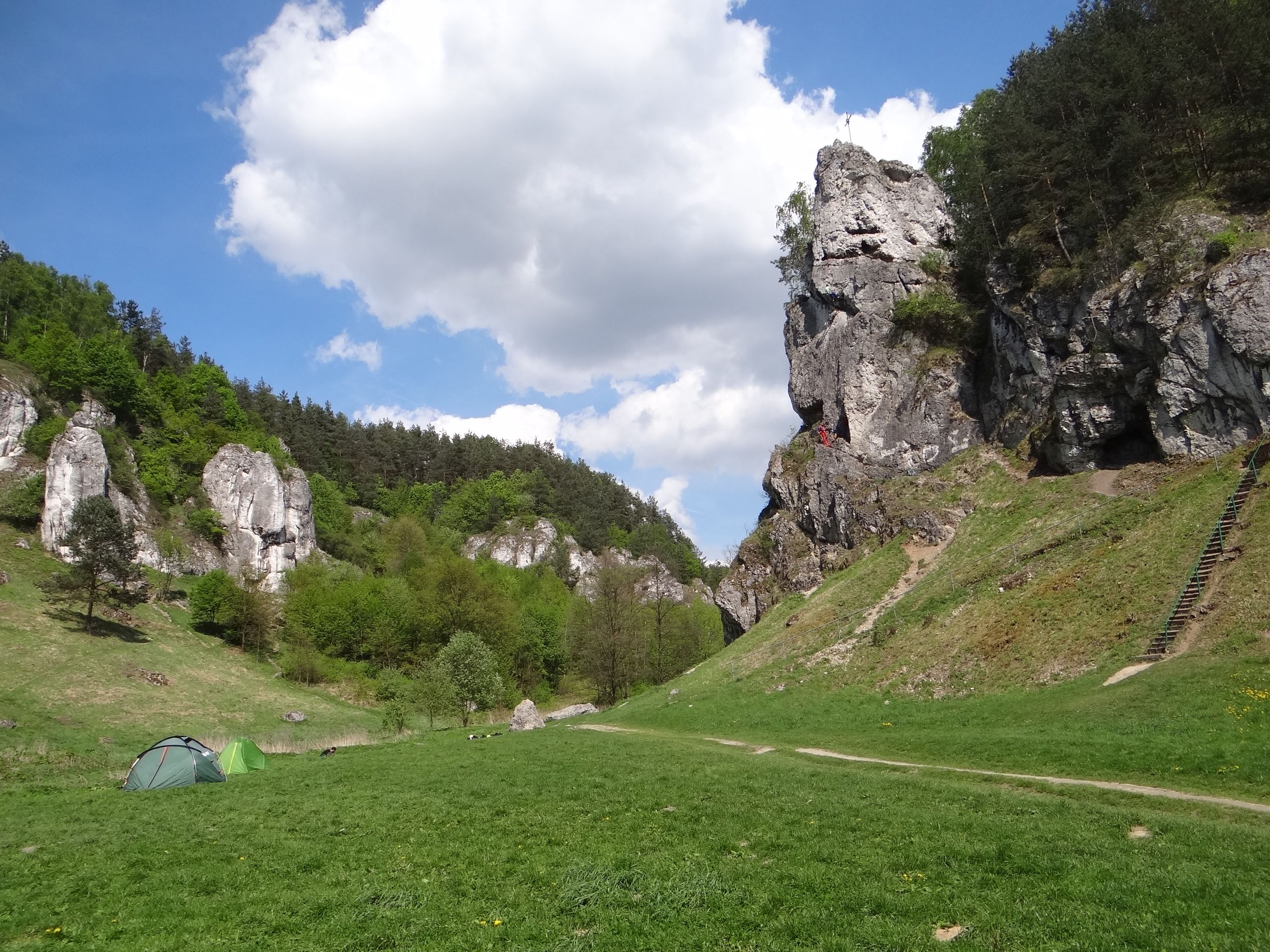

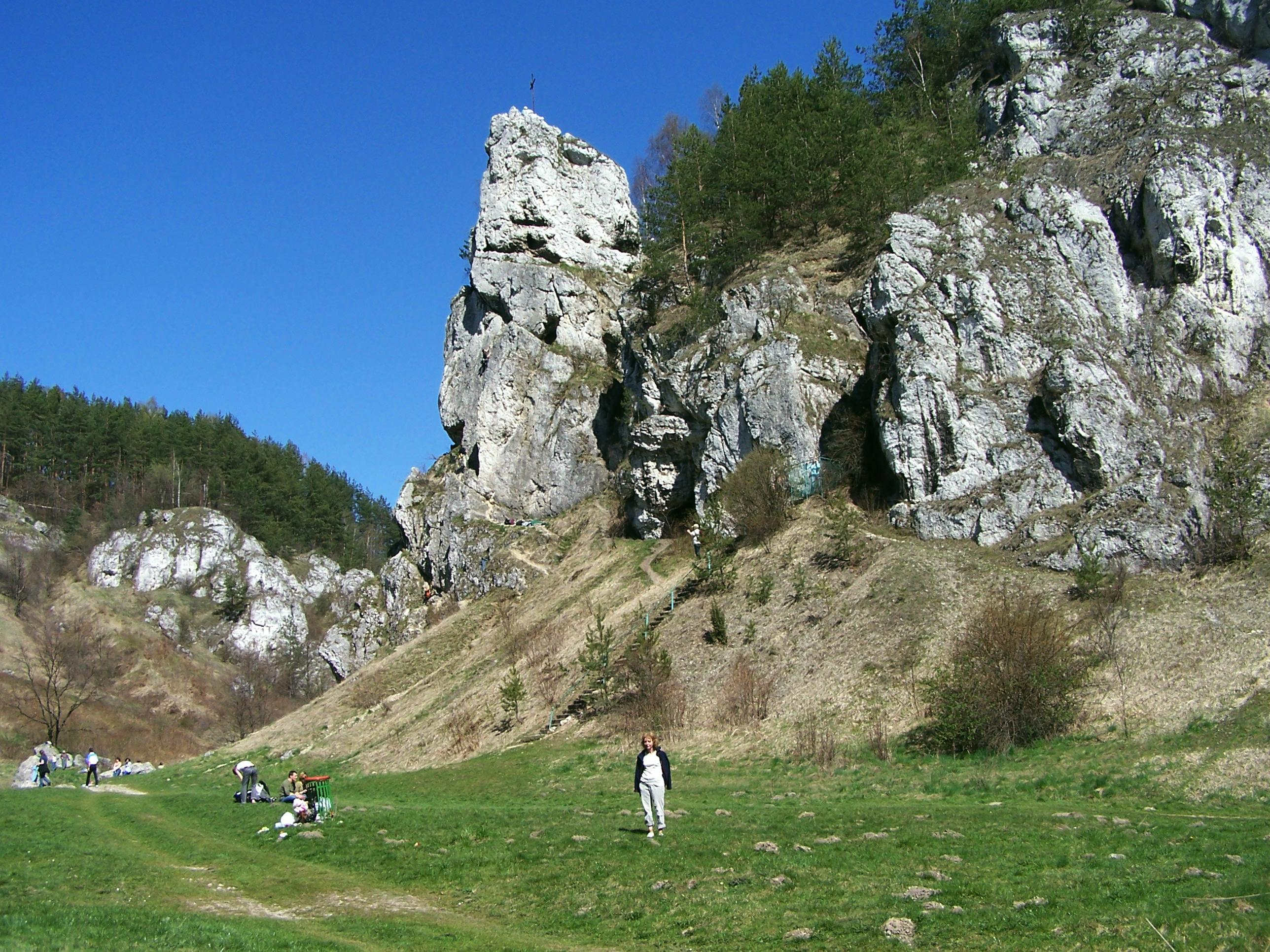

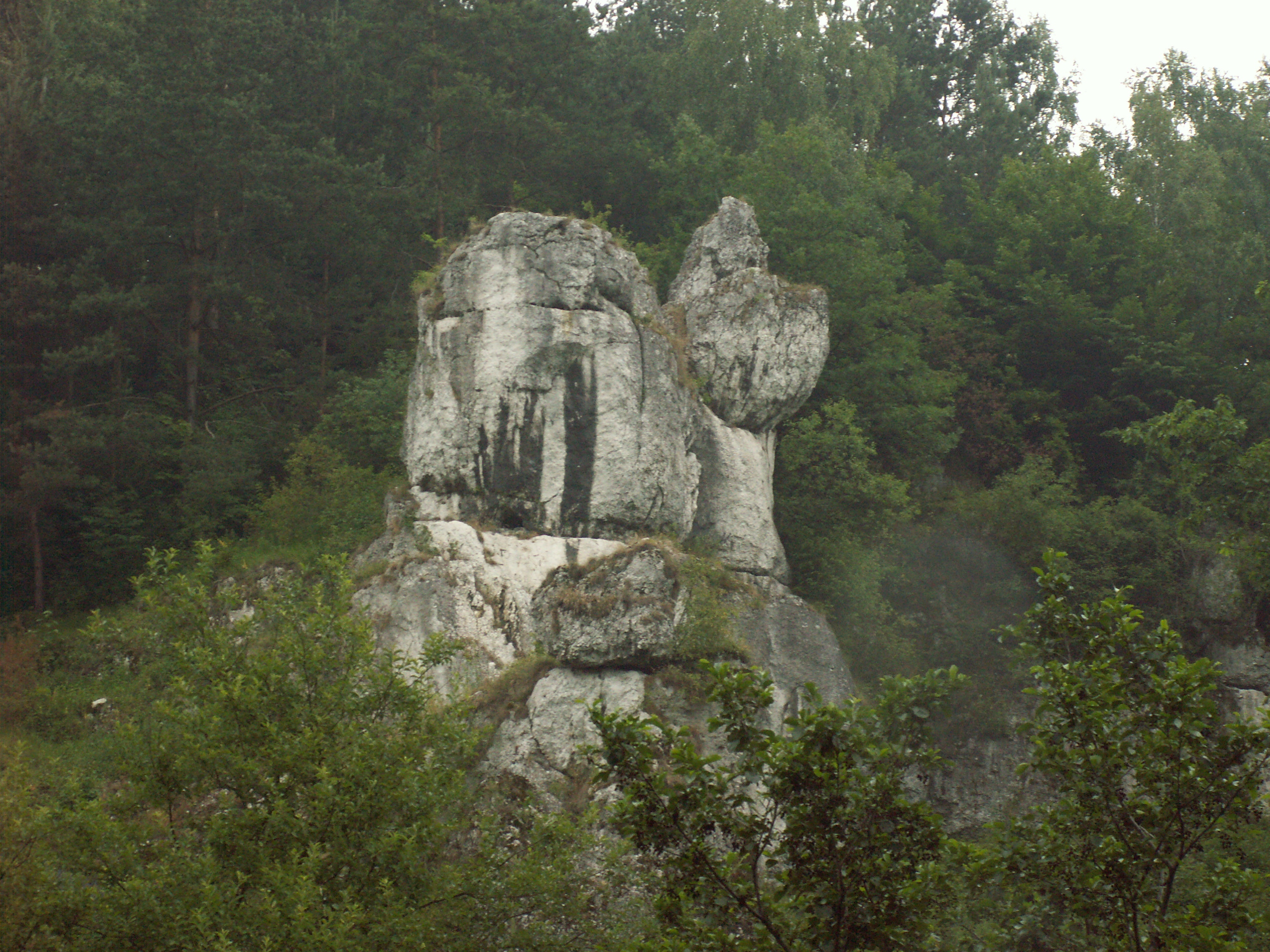

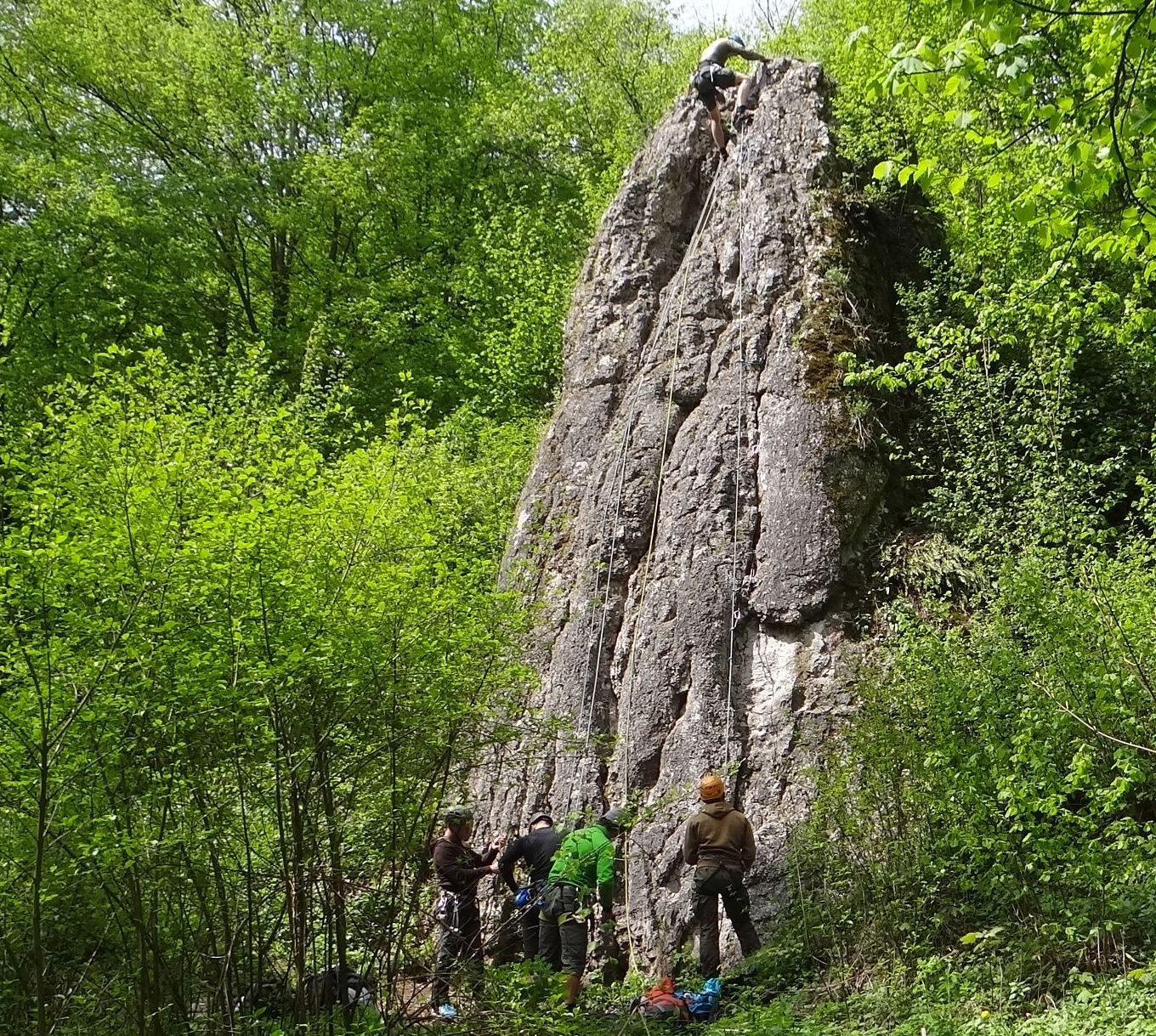

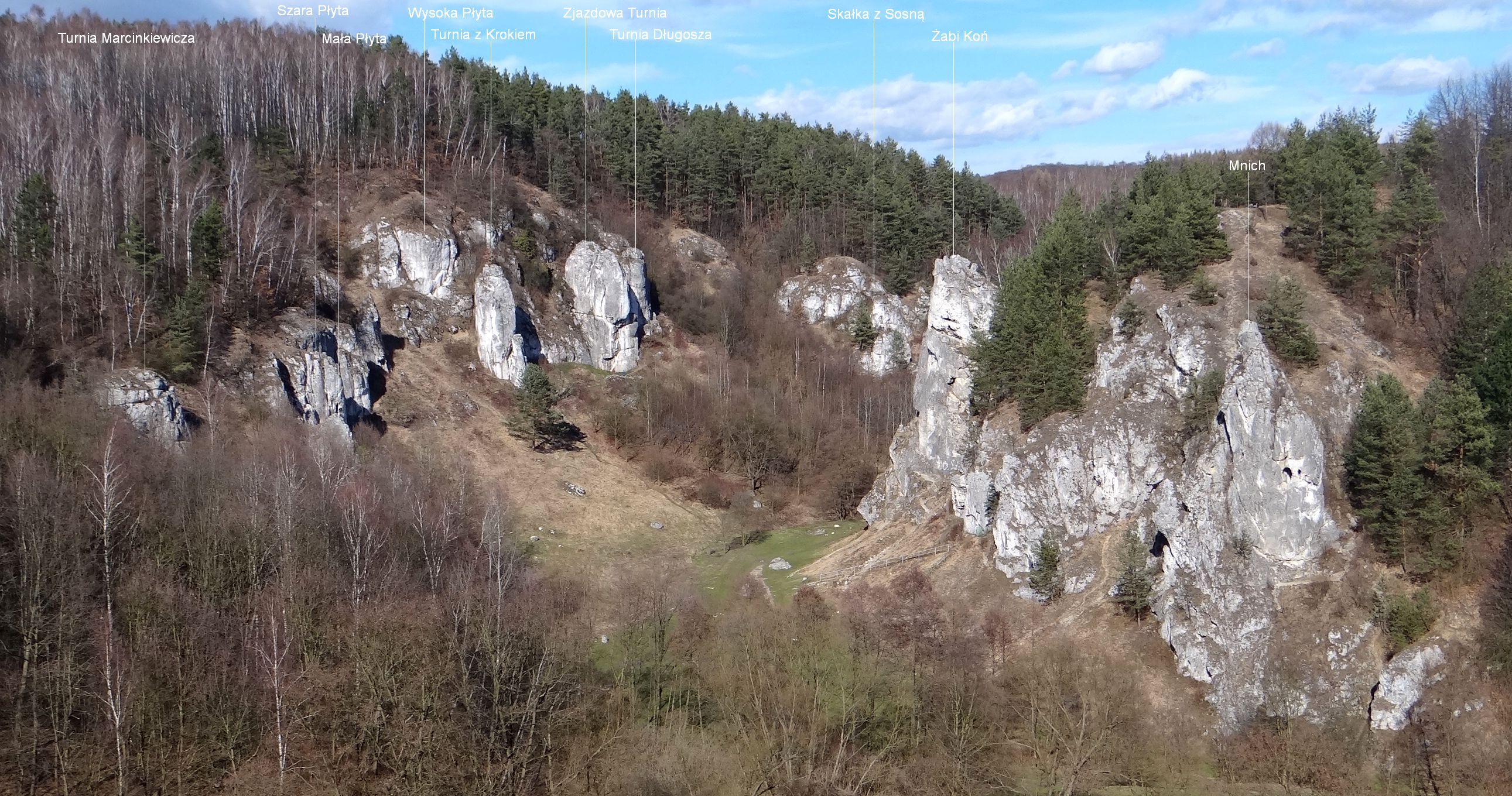

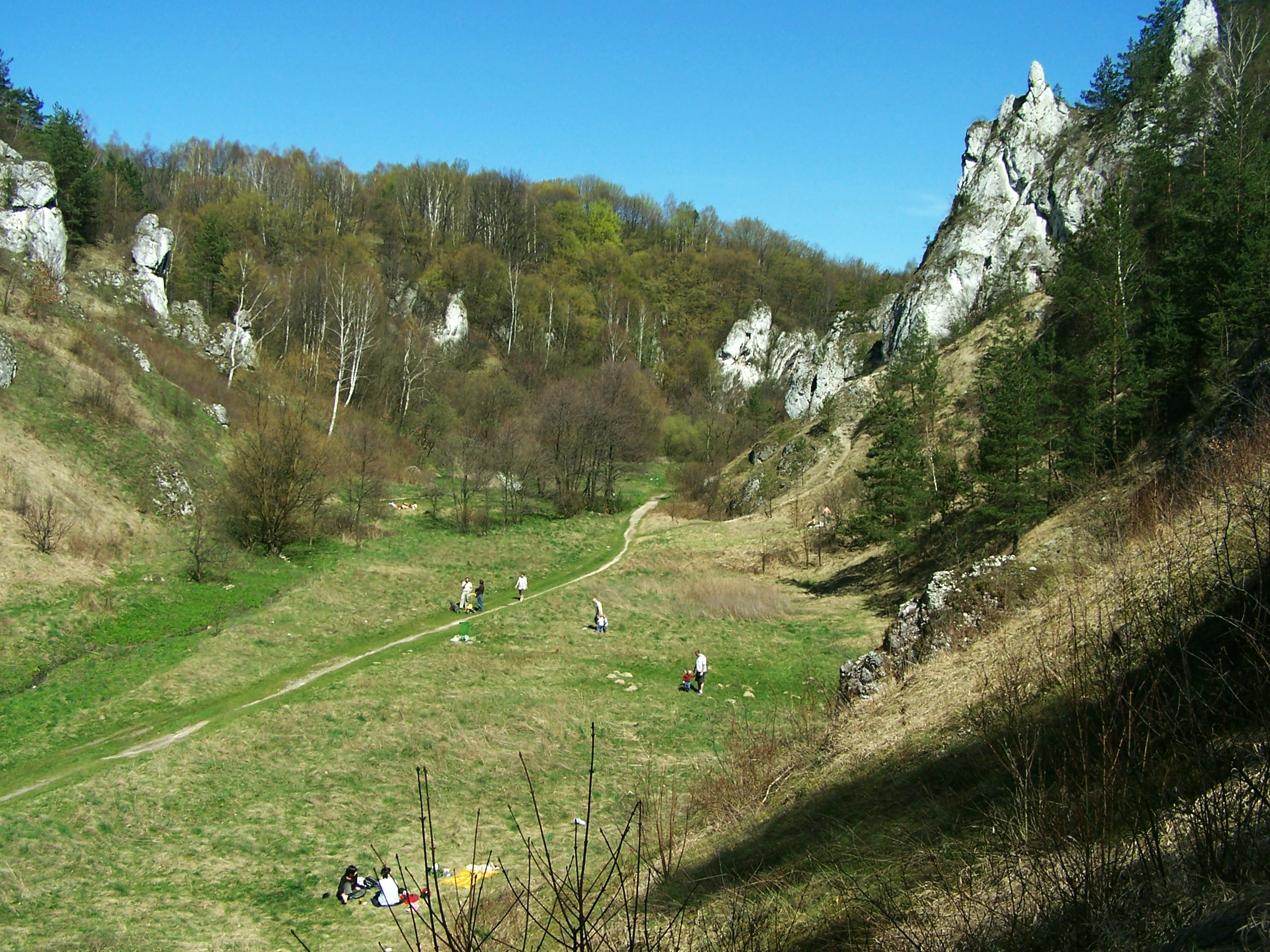

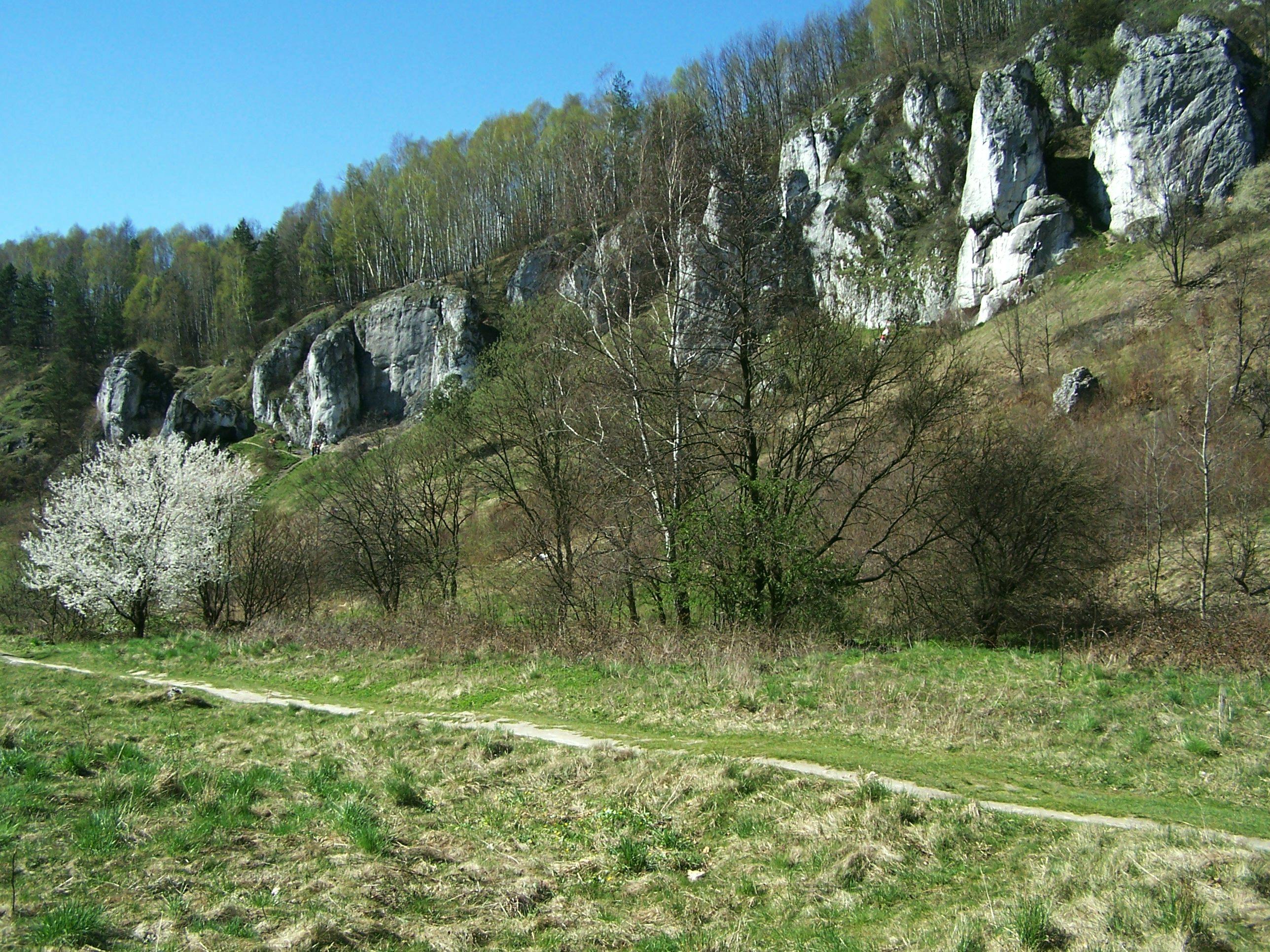

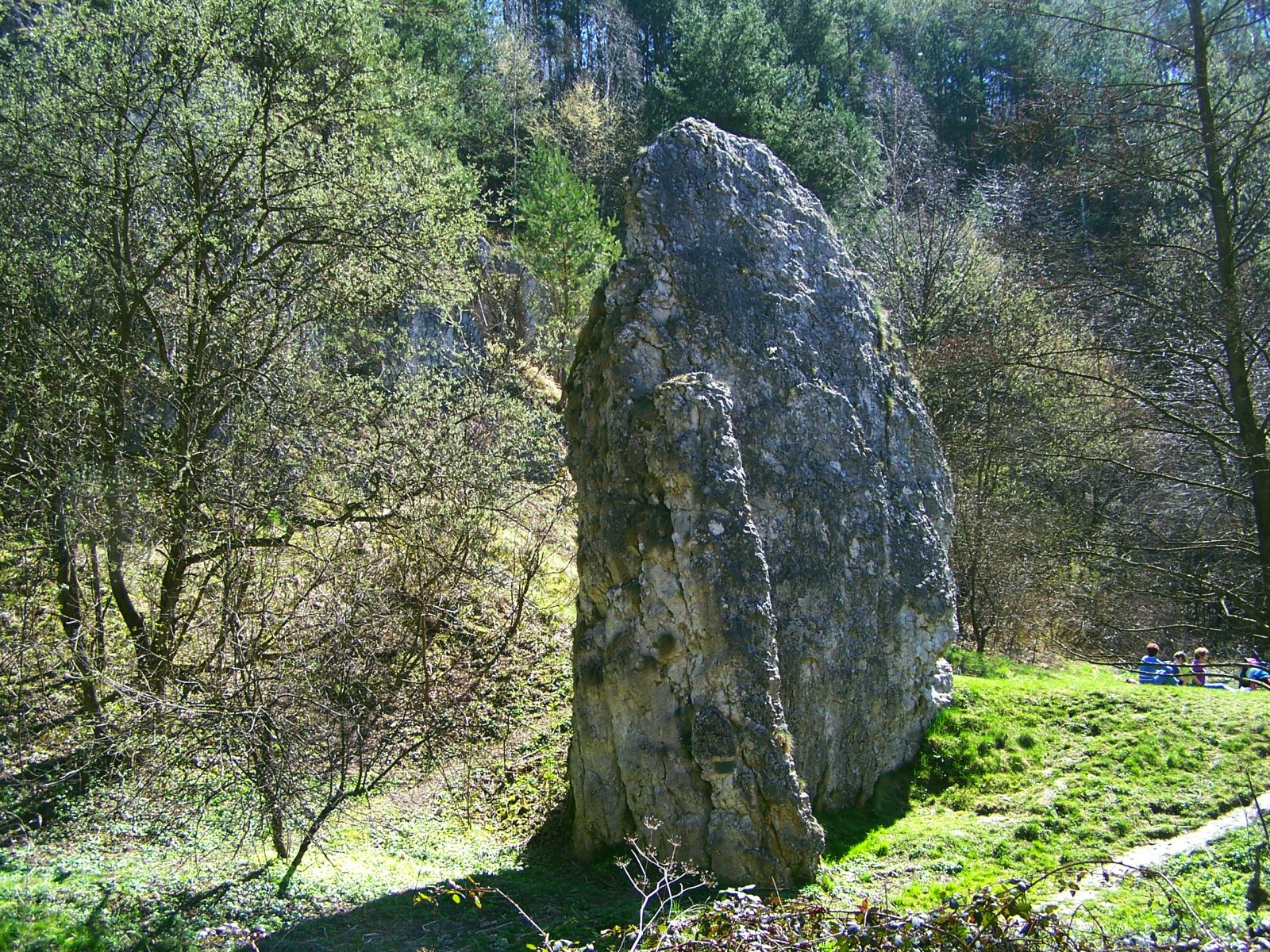

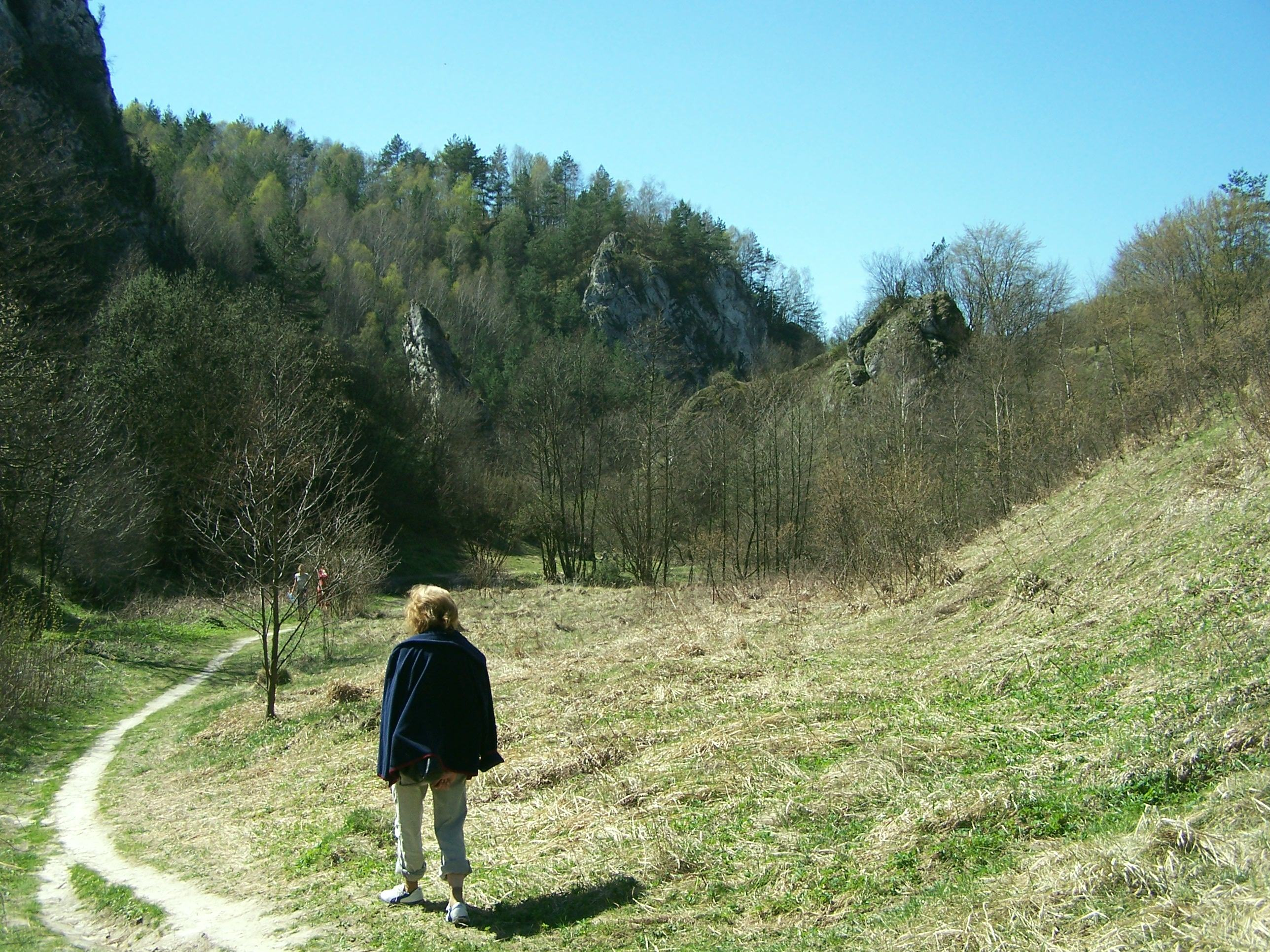

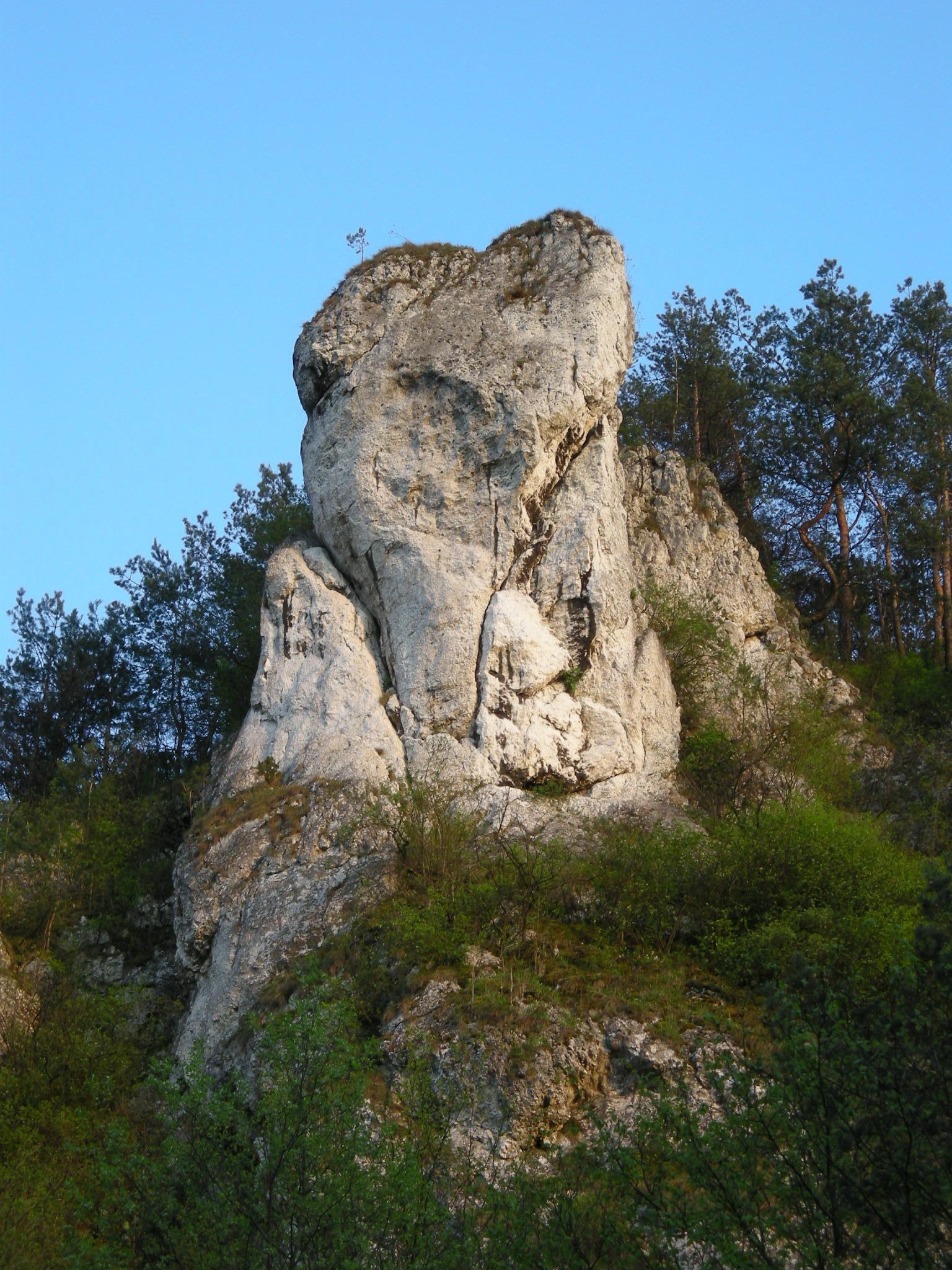

Dolina Kobylańska, zwana również rzadziej Doliną Karniowską, Dolinką Karniowicką lub Jarem Kobylańskim – dolina na Wyżynie Olkuskiej, w południowej części Wyżyny Krakowsko-Częstochowskiej. Jest jedną z dolin wchodzących w skład Parku Krajobrazowego Dolinki Krakowskie.

## Położenie
Jest to dolinka długości około 4 km, znajdująca się w granicach wsi Kobylany i Karniowice, około 20 km na północny zachód od Krakowa. Jej wylot dochodzi do Rowu Krzeszowickiego. Najwyższe wzgórza w rejonie Gzylowej Skały wznoszą się na wysokość 455 m n.p.m., natomiast wylot doliny ma rzędną 300 m n.p.m.
Wylot Doliny Kobylańskiej znajduje się na północnych krańcach zabudowań wsi Kobylany. Dojść można ulicą asfaltową wybudowaną w 2012 roku. Poprzednio do doliny prowadziła ścieżka z płyt betonowych, ułożonych obok koryta potoku Kobylanka mającego źródła w tej właśnie dolinie. Koryto tego potoku było równocześnie drogą dojazdową dla okolicznych mieszkańców (dla innych zakaz wjazdu). Do doliny od strony zachodniej prowadzi specjalna ścieżka z parkingu położonego przy drodze do Będkowic. Do górnej części doliny prowadzi droga z parkingu w centrum Będkowic.

## Opis doliny
Wylot doliny ograniczony jest bramą skalną o szerokości około 30 m, znajdującą się pomiędzy Ponad Gnój Turnią i drugą, bezimienną turniczką. Wyżej, pomiędzy Żabim Koniem i Małą Płytą jest druga brama skalna, zwana Bramą Kobylańską. W okolicy tej bramy znajduje się trawiaste i płaskie rozszerzenie dna doliny. Prowadzą stąd w ścianach wschodniego zbocza wąwozu schody do znajdującej się w grocie skalnej kapliczki Matki Boskiej. Wmurowana po lewej stronie tablica głosi: „Rok pamiętny objawienia Matki Boskiej 1914. Tu jest moja wola stwierdzają wierni”. Spod kapliczki ładny widok na dolinę.
Wyżej ścieżka przekracza potok prowadząc obok samotnej skalnej iglicy wystającej z ziemi. Jest to Płetwa. Górna część doliny porośnięta jest lasem mieszanym. W nim również znajdują się wysokie skały wapienne. W górnej części doliny wychodząc z lasu widzimy skałę, na wierzchołku której rośnie wykrzywiona przez wiatr sosna.
Dnem Doliny Kobylańskiej płynie potok Kobylanka, w niektórych miejscach zanikający. Zasilany jest wieloma źródłami i wywierzyskami, jednym z nich jest Źródło św. Antoniego znajdujące się tuż obok ścieżki w dolnej części doliny. Przepływ wód w dolinie w większości odbywa się podziemnymi szczelinami i pustkami krasowymi.

## Przyroda
Dolina Kobylańska jest nie tylko piękna krajobrazowo, ale ma również bogatą przyrodę. Na wapiennych skałach występują bogate zbiorowiska muraw kserotermicznych i naskalnych. Na piargach występuje rzadki gatunek paproci zachyłka Roberta. W płaskich rozszerzeniach doliny roślinność pastwiskowa (Lolio-Suretum) i krzaczaste zarośla. Nad potokami znaleźć można zbiorowiska ziołorośli i szuwaru mannowego (Sparganio-Glycerietum). Wiosną przed rozwojem liści przez drzewa bujnie zakwitają tutaj: śledziennica skrętolistna, zawilec gajowy i żółty, kokorycz pełna (wśród fioletowych kwiatów trafiają się osobniki o białych kwiatach), fiołki, zdrojówka rutewkowata, pierwiosnek lekarski, miodunka ćma, knieć błotna, a w cienistych miejscach w lesie przylaszczka pospolita i kopytnik pospolity. Na różnorodność zbiorowisk leśnych składają się: lasy grądowe, brzozowe młodniki i lasy sosnowo-dębowe.
Na zachodniej stronie zbocza górnej części wąwozu znajduje się jedyne na całej Wyżynie Krakowsko-Częstochowskiej stanowisko krzaczastej brzozy Szafera. Na wschodnich (orograficznie lewych) zboczach w dolnej części doliny znaleziono w 1952 r. drugie na Wyżynie Krakowsko-Częstochowskiej (po osadzie Hamernia w Dolinie Prądnika) miejsce występowania brzozy ojcowskiej. W 1985 r. w kilku skupiskach doliczono się tu 116 osobników tego taksonu.

## Wspinaczka skalna
Dolina Kobylańska jest jednym z głównych terenów wspinaczki skalnej na Wyżynie Krakowsko-Częstochowskiej. Skały wspinaczkowe znajdują się na obydwu jej zboczach, górując nad ścieżką szlaku turystycznego wiodącą dnem doliny. Wspinacze skalni podzielili je na wiele grup:
- Grupa Dwoistej Turni: Bodzio, Cycówka, Czarna Ścianka, Dwoista Turnia, Piersiówka, Postrzępiona Turnia, Turnia z Krzyżem, Rozwalista Turnia;
- Grupa Kuli: Kula;
- Grupa nad Źródełkiem: Asteriks, Bliźnięta, Brzuchata Turniczka, Chorobliwa Grań, Cyrk, Dziurawa Turnia, Jastrzębia Turnia, Lotniki, Obelisk, Omszała Turnia, Pochyła Grań, Podcięta Turnia, Sękata Grzęda, Sępia Baszta, Słoneczna Turnia, Szeroka Turnia, Szeroki Mur;
- Grupa Okrętu: Okręt, Ściana naprzeciw Okrętu, Żabka;
- Grupa Przydrożnych Skał: Ponad Gnój Turnia, 3 Przydrożne Skały;
- Grupa Płetwy: Krucha Turnia, Płetwa, Tarasowata Turnia, Turnia Marcinkowskiego;
- Grupa Wroniej Baszty: Pieninki, Skalny Mur, Wielka Wronia Baszta, Zadnia Wronia Baszta;
- Grupa Zjazdowej Turni: Mała Płyta, Turnia Długosza, Turnia Marcinkiewicza, Turnia z Krokiem, Skałka z Sosną, Szara Płyta, Wysoka Płyta, Zjazdowa Turnia;
- Grupa Żabiego Konia: Dziób Kobylański, Dzwon, Mnich, Żabi Koń;
- Inne: Gzylowe Skały, Karniowicka Skała, Ostatnia, Samotne Skałki (Samotny Murek i Samotna Skała)[6][7][8].

Najbardziej oblegane przez wspinaczy są skały w dolnej, południowej części doliny. Znajdują się blisko parkingu w Kobylanach i są na otwartym terenie. Skały w środkowej i górnej części doliny są bardziej ukryte w lesie, ale zapewniają spokój i często długie drogi wspinaczkowe. Większość skał ma dobrą asekurację (zwłaszcza te w dolnej części doliny).
Dolina Kobylańska jest często odwiedzana przez wypoczywających na łonie natury wczasowiczów. Oprócz wspinaczy, upodobali ją sobie także paralotniarze i grotołazi, odbywają się w niej liczne kursy, odwiedzają ją wycieczki szkolne.

## Szlaki turystyczne
pieszy – z Kobylan przez Dolinę Kobylańską, Będkowice, fragment Doliny Będkowskiej, Dolinę Szklarki, rezerwat przyrody Dolina Racławki do Paczółtowic.
 rowerowy – z Kobylan przez Dolinę Kobylańską (do góry), Krzemionkę, Dolinę Bolechowicką (w dół) do Bolechowic.

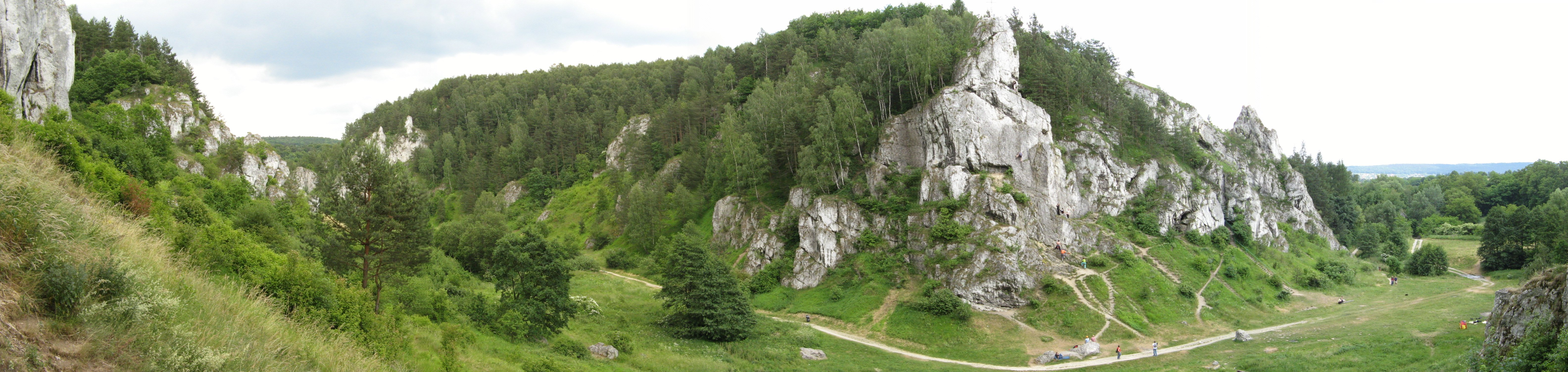
Panorama dolnej części Doliny Kobylańskiej